# Abderrahmane Morceli
Abderrahmane Morceli (arab. ‏عبد الرحمن مرسلي‎; ur. 1 stycznia 1957) – algierski lekkoatleta, olimpijczyk. Brat lekkoatlety Noureddine’a.

## Kariera
Dwukrotny uczestnik igrzysk olimpijskich w biegu na 1500 m (IO 1980, IO 1984). Podczas igrzysk w Moskwie odpadł w eliminacjach, zajmując 7. miejsce w swoim biegu z wynikiem 3:45,96 – był to 28. czas wśród 40 lekkoatletów. W  Los Angeles także odpadł w eliminacjach. Ponownie osiągnął 7. miejsce w swoim wyścigu, tym razem z czasem 3:45,09 (23. wynik wśród 59 średniodystansowców). Morceli pojawił się także na pierwszych mistrzostwach świata w lekkoatletyce (1983) w biegu na 1500 m, dochodząc do fazy półfinałowej zawodów. W pierwszym wyścigu półfinałowym zajął 8. miejsce (3:39:88), co wśród wszystkich półfinalistów dało 18. wynik. Uczestnik mistrzostw świata w biegach przełajowych (m.in. 179. miejsce w 1983 roku).
Morceli jest wielokrotnym medalistą imprez międzynarodowych. W 1977 roku został brązowym medalistą letniej uniwersjady w biegu na 1500 m (3:41,0). Na tym samym dystansie zdobył srebro Mistrzostw Afryki w Lekkoatletyce 1979 (3:40,1). Podczas Igrzysk Śródziemnomorskich 1979 wywalczył srebro na dystansie 800 m (1:46,38) i brąz w biegu na 1500 m (3:41,40). Na mistrzostwach Maghrebu zdobył indywidualnie dwa medale w biegu na 1500 m. W 1981 roku zajął 3. miejsce (3:42,3), zaś dwa lata później osiągnął 2. wynik (3:40,1).
Indywidualnie osiągnął przynajmniej cztery tytuły mistrza kraju. Zdobył złote medale w biegu na 1500 m (1978, 1983, 1985) i biegu przełajowym na krótkim dystansie (1978).
Rekordy życiowe: bieg na 800 m – 1:46,38 (1978), bieg na 1000 m – 2:17,4 (1978), bieg na 1500 m – 3:36,26 (1977), bieg na 1 milę – 3:54,63 (1983), bieg na 2 mile – 8:33,1 (1978). Był dziewięciokrotnym rekordzistą Algierii w biegach na 800 m, 1000 m, 1500 m, 2000 m, oraz w biegu na 1 mile i biegu na 2 mile.